# Korona
 Ovo je glavno značenje pojma Korona. Za druga značenja pogledajte Korona (razdvojba).
Korona (lat. corona: vijenac, kruna) je vanjski dio atmosfere Sunca i zvijezda koji emitira rendgensko zračenje. Male je gustoće (koncentracija atoma manja od 1015 po/m3), vrlo visoke temperature (milijun i više °C) i promjenljiva oblika unutar ciklusa Sunčeve aktivnosti. Golim se okom zapaža samo za potpune pomrčine, dok se koronografom vidi i izvan razdoblja pomrčine. Oblici korone slijede smjer magnetskoga polja. Iz korone struji Sunčev vjetar, koji čine električki nabijene i nenabijene čestica. U koroni nastaju povremene erupcije kojima se Sunčeva tvar izbacuje u međuplanetski prostor, što utječe na atmosfere i magnetosfere planeta.
Korona obuhvaća zadnji, vanjski dio sunčeve atmosfere, ali i atmosfere ostalih zvijezda koju inače čine tri sloja; kromosfera, fotosfera i sama korona. Ona je u biti plazma koja doseže temperature više od nekoliko milijuna kelvina za razliku od fotosfere koja doseže temperature od oko 6 000 K. Dio po dio korone se lagano otpuhuje u svemir to jest gubi masu i to u obliku sunčevog vjetra. Sam oblik korone se neprestano mijenja, dok joj je sjaj do oko milijun puta manji od fotosfere pa je zbog toga i teže uočljiva. Koronu najviše zapažamo za vrijeme potpune pomrčine Sunca ili posebnim teleskopom - koronagrafom koji blokira direktnu Sunčevu svjetlost, a služi za snimanje atmosfere zvijezda i promatranje objekata poput kometa i ekstrasolarnih planeta koji kruže oko drugih zvijezda.
Jako visoke temperature korone su zbunjivale znanstvenike i u 19. stoljeću, tako da su predlagali da ona sadrži nepoznati element “koronij”. Ustvari, da korona ima temperature veće od 1 000 000 K otkrili su Gotrian 1939. i Bengt Edler 1941., otkrivši koronalne linije na spektru visoko ioniziranih metala (zelena Fe-XIV linija na 530,3 nm i crvena Fe-X linija na 637,4 nm).
Svjetlo s korone dolazi iz 3 različita glavna izvora, koja se nazivaju različitim imenima, iako dijele isti volume i prostor:
- K – korona, oznaka K potječe od kontinuiranog spektra, a to je svjetlost raspršena brzim slobodnim elektronima. Spektralne linije gotovo ne postoje, zbog velike brzine elektrona, pa dolazi do Dopplerovog učinka i apsorpcijske linje se gotovo ne vide;
- F – korona, oznaka dolazi od Josepha von Fraunhofera i Fraunhoferovih apsorpcionih linija na spektru svjetlosti. Ovdje dolazi do raspršenja svjetlosti na česticama prašine, koje dolaze iz međuplanetarnog prostora i zauzimaju vrlo veliki prostor, a na velikoj udaljenostima se nazivaju i zodijačka svjetlost;
- E – korona, oznaka dolazi od spektralnih emisionih linija, koje stvaraju ioni, koji su prisutni u koronalnoj plazmi. Spektralne linije se nalaze u širokom zabranjenom području i toplom području, pa su glavni izvor podataka o sastavu korone.[3]

## Fizikalna svojstva
Sunčeva korona ( 1 – 3 000 000 K) je toplija za oko 200 puta od vidljive površine Sunca ili fotosfere (u prosjeku 5 800 K). Osim toga, korona je za 1 000 000 000 000 puta rjeđa od forosfere. Korona je odvojena od fotosfere s relativno tankim slojem kromosfere. Pravi mehanizam kako dolazi do tolikog grijanja korone, još nije sasvim poznat, ali se smatra da najvjerojatnije zbog induktivnog djelovanja Sunčevog magnetskog polja na plazmu u koroni (vidi: Lorentzova sila). Prije se smatralo da to nastaje zbog pritiska zvučnih valova iz unutrašnjosti Sunca, ali se pronašlo da i mlade zvijezde imaju koronu, gdje je prisutno jako magnetsko polje, pa se od te teorije sve više odustaje. Vanjski dijelovi korone stalno odlaze sa Sunca, duž otvorenih magnetskih linija, u obliku Sunčevog vjetra.
Korona nije uvijek jednoliko raspoređena po površini Sunca. Za vrijeme mirnog razdoblja, korona je više ili manje raspoređena po ekvatorijalnom dijelu, s koronalnim šupljinama na polovima. S druge strane, za vrijeme Sunčevog aktivnog razdoblja, korona je jednoliko raspoređena i po ekvatorijalnim i po polarnim područjima, iako je najispupčenija u području Sunčevih pjega. Trajanje Sunčevog ciklusa je u prosjeku 11 godina, od Sunčevog minimuma do Sunčevog maksimuma, kada se Sunčevo magnetsko polje stalno uvija (zbog diferencijalne rotacije – različiti dijelovi Sunca se okreću s različitim kutnim brzinama, ekvatorijalni pojasi se okreću brže od polova). Sunčeve pjege su aktivnije za vrijeme maksimuma Sunčevog magnetskog polja. Sa Sunčevim pjegama su povezani i koronalni lukovi, gdje se luk magnetskog polja uzdiže iz Sunčeve unutrašnjosti. Magnetski tok gura topliju fotosferu u stranu, otkrivajući “hladnije” i tamnije dijelove, koje zovemo Sunčevim pjegama. 
Od vremena kada je korona bila fotografirana s visokom rezolucijom uz pomoć X-zraka, sa satelita Skylab 1973., i kasnije s Yokhok i ostalih svemirskih instrumenata, vidjelo se da je struktura korone jako različita i složena i još je novih različitih zona zabilježeno.  Astronomi obično razlikuju nekoliko područja :

### Aktivna područja
Aktivna područja su područja priključaka lučnih struktura magnetskih polova na fotosferi, koje nazivamo koronalni lukovi. Uglavnom su raspoređeni u dvije zone aktivnosti, koje su paralelne s ekvatorom. Prosječna temperatura je između 2 i 4 milijuna Kelvina, dok je gustoća od 109 do 1010 čestica po cm3.
Aktivna područja uključuju pojave koje su direktno povezane s magnetskim poljem i pojavljuje se na različitim visinama Sunčeve površine: Sunčeve pjege i fakule (svijetle mrlje) se pojavljuju u fotosferi, spikule i Hα pramenovi u kromosferi, prominencije (protuberance) u kromosferi i prijelaznom području, te Sunčeve baklje i koronalni izbačaji masa, koji se dešavaju u koroni i kromosferi (Sunčeve baklje su veoma snažne i mogu poremetiti i fotosferu). S druge strane, mirne prominencije su velike, hladnije strukture koje se opažaju kao tamni, zmijoliki Hα pramenovi na Sunčevom disku. Njihova temperatura je 5 000 – 8 000 K, i obično se smatraju kao obilježja kromosfere.

#### Koronalni lukovi
Koronalni lukovi (engl. coronal loops) su osnovna struktura magnetične Sunčeve korone. Ti lukovi su vrlo slični po svojstvima koronalnim šupljinama s otvorenim magnetskim tokom i Sunčevom vjetru. Lukovi magnetskog toka se dižu prilično s tijela Sunca i pune su sunčeve plazme. Zbog povećanja magnetskih aktivnosti u područjima s koronalnim lukovima, oni često mogu biti prethodnici Sunčevim bakljama i koronalnim izbačajima masa.
Sunčeva plazma puneći tu strukturu, je i grije sa 6 000 K na oko 1 000 000 K iz fotosfere, preko prijelaznog područja, do korone. Često, Sunčeva plazma će puniti koronalni luk s jedne točke i izlazit će s druge točke (sifon protok zbog razlike pritisaka, ili asimetrični protok zbog ostalih pogona).
Kada plazma ide gore iz podnožja prema vrhu luka, kako se uvijek dešava za vrijeme početne faze kompaktne baklje, onda to nazivamo kromosfersko hlapljenje. Kada plazma se brzo hladi, padajući dolje prema fotosferi, onda je to kromosfersko ukapljavanje (kondenzacija). Ako se plazma hladi brzo u tom području (zbog toplinske nestabilnosti), stvara tamne pramenove na Sunčevom disku ili prominencije s krakovima. 
Koronalni lukovi mogu trajati sekundama (u slučaju pojave plamena), minutama, satima ili danima. Obično koronalni lukovi traju duže vrijeme, pa ih znamo kao stabilni ili mirni koronalni lukovi, gdje postoji ravnoteža izvora energije lukova i odvođenja. 
Koronalni lukovi su postali veoma važni za promatranje, u pokušaju da se razumije koronalni problem zagrijavanja. Oni su izvor plazme s velikim zračenjem i mogu se lako promatrati.

#### Strukture velikog opsega
Strukture velikog opsega (engl. large-scale structures) su veoma dugi lukovi, koji mogu prekriti četvtinu Sunčevog diska, ali sadrže plazmu manje gustoće od koronalnih lukova na aktivnim područjima. Ta pojava je primjećena prvi put 1968 godine. Strukture velikog opsega korone se mijenjaju u 11 godina periodu Sunčevog ciklusa i postaju jednostavne za vrijeme minimuma, kada je magnetsko polje slično bipolnom magnetu.

#### Međupoveznice aktivnih područja
Međupoveznice aktivnih područja (engl. interconnections of active regions) su lukovi koji spajaju područja suprotnog magnetskog polja, ali iz različitih aktivnih područja. Značajne razlike te strukture se često vide nakon baklje.
Slične pojave su i kapne trake – velike koronalne strukture koje liče na kape, s dugim vrhovima, koji natkriju Sunčeve pjege i aktivna područja. Koronalne trake se smatraju izvorima sporog Sunčevog vjetra.

#### Pramenove šupljine
Pramenove šupljine (engl. filament cavities) su područja koja izgledaju tamna u X-zrakama i nalaze se iznad područja gdje Hα pramenovi se primjećuju u kromosferi. Primjećene su prvi puta 1970.
Pramenove šupljine su hladniji oblaci plinova, koji lebde iznad Sunčeve površine zbog magnetskih sila. Ta područja hladnog magnetskog polja, izgledaju tamno na slikama, jer nemaju tople plazme u sebi. U stvari, magnetski pritisak i pritisak plazme moraju biti nepromjenjivi u heliosferi, da bi postojala ravnoteža: gdje je magnetsko polje jače, plazma treba biti hladnija i rjeđa. Pritisak plazme p se može izračunati iz jednadžbe stanja za idealne plinove: p = nKBT, gdje je  n - gustoća čestica, KB – Boltzmannova konstanta i T – temperatura plazme. Iz jednadžbe se vidi da će se pritisak plazme smanjiti, ako se temperatura plazme smanji ili gdje se područja jakog magnetskog polja prazne. Isti fizičku pojavu možemo primijetiti kod Sunčevih pjega u fotosferi.

#### Svjetle točke
Svjetle točke (engl. bright points)su mala aktivna područja koja su raširena po cijelom Sunčevom disku. One su otkrivene prvi puta 1969. i nazivamo ih fakule.
Područja Sunčeve površine, pokrivena sa svijetlim točkama, se mijenjanju ovisno o Sunčevom ciklusu. Temperature se mijenjaju od 1 100 000 K do 3 400 000 K. Temperature su povezane s promjenama emisije X-zraka.

### Koronalne šupljine
Koronalne šupljine (engl. coronal holes) se pojavljuju na polovima Sunca i izgledaju tamno sa X-zrakama, jer ne zrače puno. To su velika područja Sunca, gdje je magnetsko polje s jednim polom i otvara se prema međuplanetarnom prostoru. Sunčev vjetar s velikim brzinama uglavnom izlazi iz tog područja. 
UV slike koronalnih šupljina, otkrivaju male strukture, slične izduženim malim balonima, koje često lebde u Sunčevom vjetru. Izgledaju kao koronalne perjanice ili kao duge vrpce koje izlaze sa Sunčevih polova.

### Mirno Sunce
Područja Sunca koja nisu dio aktivnih područja i koronalnih šupljina, se često naziva mirno Sunce (engl. quiet Sun). 
Ekvatorijalna područja imaju veću brzinu rotacije od polarnih. Kao rezultat Sunčeve diferencijalne rotacije je da aktivna područja se pojavljuju u dvije grupe, paralelno s ekvatorom i njihova jačina se povećava za vrijeme maksimuma Sunčevog ciklusa, dok gotovo nestanu za vrijeme minimuma. Zato se mirno Sunce uvijek podudara s ekvatorijalnim zonama i njegova površina je manja za vrijeme maksimuma Sunčeve aktivnosti. Za vrijeme minimuma Sunčeve aktivnosti, mirno Sunce pokriva gotovo cijelo područje, osim nekih svjetlih točaka i polova, gdje su koronalne šupljine.

## Promjenjivost korone
Pojave u koroni mogu biti od nekoliko sekundi do nekoliko mjeseci i možemo ih usporediti u tablici:
| Koronalni događaj                             | Tipično vrijeme         | Tipična dužina (x 1000 km) |
| --------------------------------------------- | ----------------------- | -------------------------- |
| Aktivno područje Sunčevih baklji              | od 10 do 10 000 sekundi | 10-100                     |
| Svijetle točke u X-zrakama                    | minute                  | 1-10                       |
| Prijelazi kod struktura velikog opsega        | od minute do sati       | ~100                       |
| Prijelazi kod međupoveznica aktivnih područja | od minute do sati       | ~100                       |
| Mirno Sunce                                   | od sati do mjeseci      | 100-1 000                  |
| Koronalne šupljine                            | nekoliko rotacija       | 100-1 000                  |

### Sunčeve baklje
Sunčeve baklje se pojavljuju u aktivnim područjima i iznenada povećavaju radioaktivni tok, na malim područjima korone. To je veoma složena pojava, vidljiva u različitim valnim duljinama, prolazi kroz nekoliko područja Sunčeve atmosfere i uključuje mnoge fizičke pojave, toplinske i netoplinske, ponekad povezivanje magnetskih polja s izbacivanjem materijala. To su veoma snažne pojave, koje traju u prosjeku 15 minuta, a ponekad i jače baklje traju satima. One uključuju visoko i brzo povećanje gustoće i temperature. 
Rijetko se primijete u vidljivom dijelu spektra, možemo ih vidjeti u ekstremnom UV zračenju i sa X-zrakama, i tipično kao kromosferska i koronalna emisija. Mogu se razlikovati dvije vrste:
- Zbijene Sunčeve baklje, povezane su s koronalnim lukovima i obično održavaju svoj oblik. Emitirana energija je u rasponu 1022 - 1023 J.
- Sunčeve baklje dugog trajanja, povezane su s prominencijama i mijenjaju svoj oblik. Emitirana energija je u rasponu 1025 J.

Sunčeve baklje u svom nastajanju i nestanku imaju 3 različite faze:
- početna snažna faza, koja traje nekoliko minuta. Snažna emisija energije je vidljiva u mikrovalnom, ekstremnom UV i tvrdom X-zrake području
- maksimalna faza
- faza raspadanja, koja može trajati satima[13]

### Koronalno izbacivanje mase
Koronalno izbacivanje mase (engl. coronal mass ejection) je povezano sa Sunčevim bakljama i prominencijama. To su golemi lukovi koronalnog materijala, koji napuštaju Sunce, putujući više od milijuna km/sat, sadrže oko 10 puta više energije od Sunčevih baklji i prominencija.

### Sunčeve oluje
Priloženi filmovi su snimljeni 2003., sa satelita SOHO. Prvi video je snimljen s magnetogramima. Drugi video pokazuje fotosferu (žuta boja) s bijelom vidljivom svjetlošću. Treći video je snimljen s ekstremnim UV zračenjem i prikazuje narančastu plazmu kromosfere, dok četvrti video prikazuje koronu u zelenoj boji. Peti video prikazuje vanjsku koronu u plavoj boji. 

## Korone na ostalim zvijezdama
Korone na zvijezdama su svugdje prisutne, posebno u hladnoj polovici Hertzsprung-Russellovom dijagrama. Kod mladih zvijezda korone su još svjetlije od naše.

## Fizika korone
Materija u koroni, vanjskom dijelu Sunčeve atmosfere, je u stanju plazme, s vrlo velikim temperaturama (nekoliko milijuna K) i s vrlo malom gustoćom (reda veličine 1015 čestica/m3). Po definiciji, plazma je kvazi-neutralni skup čestica, koje izvode zajedničko ponašanje. 
Sastav plazme je isti kao i unutrašnjost Sunca, uglavnom vodik, ali sasvim ioniziran, pa ima protona i elektrona, i mali udio ostalih atoma, s istim postotkom kao u fotosferi. Čak i teži metali, kao željezo, imaju djelomičnu ionizaciju i izgubili su gotovo sve vanjske elektrone. Povijesno, upravo ionizirano stanje željeza je omogućilo mjerenje temperature u koroni. Stanje ionizacije ovisi strogo o temperaturama. 
Korona se ponaša kao plin, koji je jako vruć, ali ujedno i vrlo lagan; pritisak u fotosferi je obično 0,1 – 0,6 Pa (na Zemlji je oko 100 000 Pa). Ipak to nije plin, jer se sastoji od nabijenih čestica, koje se kreću na sve strane i različitim brzinama. Budući da su elektroni oko 1800 puta lakši od protona, zato imaju i puno veću brzinu. Metalni ioni putuju puno sporije od elektrona. Prisustvo električki nabijenih čestica stvara električnu struju i jaka magnetska polja

### Zračenje
Korona emitira uglavnom u području X-zraka, i može se vidjeti samo iz svemira. Za zračenje iz jezgre Sunca je prozirna i rijetko dolazi do sudara čestica iz jezgre i korone. Emisije zračenja u koroni nastaju uglavnom zbog sudaranja elektrona i protona, i jačina emisije ovisi o gustoći elektrona i protona.

### Toplinska vodljivost
Kondukcija (prijelaz) topline se javlja između vanjske toplije atmosfere u koroni i hladnijih slojeva u kromosferi i fotosferi. Prijelaz topline se obavlja uglavnom preko elektrona, budući su najbrži u koroni. 

### Koronalni problem zagrijavanja
Veliko nerješeno pitanje je zašto je korona toliko toplija od površine Sunca? Velike temperature zahtijevaju energiju, koja će biti prenesena iz Sunčeve unutrašnjosti do korone, po drugom zakonu termodinamike. Jednostavni prijelaz topline se ne dešava, jer je između fotosfera, koja ima temperaturu u prosjeku 5 800 K i nije moguće da ona zagrije koronu, koja ima nekoliko milijuna K. Nekoliko je teorija prodloženo, ali samo dvije imaju vjerojatnost da su istinite. Jedna je teorija grijanja valovima, a druga teorija ponovnog magnetskog povezivanja. Iako svaka teorija ima svojih nedostataka, znanstvenici misle da je rješenje negdje između te dvije teorije.

## Poveznice
- Geomagnetska oluja
- Koronalna šupljina
- Koronalni izbačaji masa
- Koronalni luk
- Prominencije
- Sunčeva baklja
- Sunčev vjetar
- Zodijačka svjetlost

## Vanjske poveznice
- NASA description of the solar corona  Arhivirana inačica izvorne stranice od 23. veljače 2010. (Wayback Machine)
- Coronal heating problem at Innovation Reports
- NASA/GSFC description of the coronal heating problem
- FAQ about coronal heating